# (16540) 1991 PO16
A (16540) 1991 PO16 a Naprendszer kisbolygóövében található aszteroida. Henry E. Holt fedezte fel 1991. augusztus 7-én.